# Agustín Caballero Moreno
Agustín Caballero Moreno (1948 - 2016) fue un micólogo y profesor español. Además fue concejal de Calahorra por el PSOE entre 1983 y 1987, ejerciendo como  teniente de alcalde.

## Algunas publicaciones
- CABALLERO, A. (1988). Setas y Hongos de La Rioja. Ed. Jaime Libros. Barcelona.
- CABALLERO, A. (1997). Flora micológica de La Rioja: Lepiotaceae. Ed. particular del autor.
- CABALLERO, A. (2002). Flora micológica de La Rioja: Hygrophoraceae. Ed. particular del autor.
- CABALLERO, A. (2004). Un mundo fascinante y casi “mágico” de formas y colores: las setas. Nuevas cuestiones de Biología (IER. Logroño). Aportaciones riojanas 2. Capítulo 5: 141-168.

- CABALLERO, A. (2005). Setas y Hongos de La Rioja II. Ed. Fundación Caja Rioja. Logroño.
- CABALLERO, A. (2006). Flora micológica de Calahorra: dos raras e interesantes especies. Kalakorikos 11: 247-256.
- CABALLERO, A. (2007). Lepiota sublilacea Peck in Spagna. Bollettino C.M. “G. Carini” (A.M.B.) 54: 29-32.
- CABALLERO, A. (2007). Pluteus phlebophorus (Ditmar: Fr.) P. Kumm., una especie poco común. Yesca 19: 13-17.
- CABALLERO, A. (2008). Lepiota pallida Locq. ex Bon & Candusso, una especie rara y poco representada. Yesca 20: 26-31.
- CABALLERO, A. (2010). Algunas especies raras o interesantes de Agaricales recolectadas en (España). Bol. Micol. FAMCAL 5: 37-52.
- CABALLERO, A. & J.L. ALONSO (2009). Cuatro Lepiotáceas poco corrientes en Cantabria. Yesca 21: 25-34.
- CABALLERO, A. & J.L. ALONSO (2012). Contribución al conocimiento del género Macrolepiota Singer en la península ibérica.Yesca 24: 23-34.
- CABALLERO, A. & F.D. CALONGE (1990). Leucoagaricus fuligineodiffractus Bellù & Lanzoni, una posible novedad para España. Bol. Soc. Micol. Madrid 15: 203-205.
- CABALLERO, A. & R. MARTÍNEZ (2012). Leucoagaricus erioderma, una especie rara y poco citada. Bol. Micol. FAMCAL 7: 75-78.
- CABALLERO, A. & G. MUÑOZ (2011). Algunas especies raras o interesantes de Agaricales recolectadas en la península ibérica. Bol. Micol. FAMCAL 6: 39-61.
- CABALLERO, A. & J. PALACIOS (1997). Flora Micológica de La Rioja (España). Lepiotaceae Roze. Bol. Soc. Micol. Madrid 22: 61-90.
- CABALLERO, A. & J. PALACIOS (1999). Flora Micológica de La Rioja. El género Agaricus L.: Fr. Zubía 17: 11-43.
- CABALLERO, A. & J. PALACIOS (2000). Aportación al Catálogo Micológico de La Rioja (España). Tricholomataceae (Fayod) R. Heim. Zubía 18: 9-36.
- CABALLERO, A. & J. PALACIOS (2001). Aportación al Catálogo Micológico de La Rioja (España). Hygrophoraceae Lotsy. Zubía 19: 9-41.
- CABALLERO, A. & J. PALACIOS (2003). Aportación al Catálogo Micológico de La Rioja (España). El género Peziza L. ex Amans. Zubía 21: 9-27.
- CABALLERO, A. & J. PALACIOS (2004). Aportación al Catálogo Micológico de La Rioja (España). Aphyllophorales: Clavariaceae, Clavulinaceae y Ramariaceae. Zubía 22: 187-219.
- CABALLERO, A. & J.L. PÉREZ-BUTRÓN (2006). Leucoagaricus sublittoralis y Leucoagaricus wichanskyi, dos interesantes especies a comparar. Yesca 18: 12-19.
- BON, M. & A. CABALLERO (1995). Une nouvelle espèce “amanitoïde” de Lepiotaceae: Leucoagaricus volvatus, sp. nov. Doc. Mycol. XXIV (96): 9-12.
- BON, M. & A. CABALLERO (1997). Le genre Leucoagaricus dans “La Rioja” (Espagne). Doc. Mycol. 106: 27-42.
- BON, M. & A. CABALLERO (1997). DM 106. Addendum p. 37 la fig. 4. Doc. Mycol. 107: 40.
- BON, M. & A. CABALLERO (2000). Deux nouveaux taxon de Lépiotes dans la région de La Rioja (Espagne). Bull. FAMM., N. S., 18: 43-46.
- BON, M. & A. CABALLERO (2003). Validation de Leucoagaricus subhymenoderma (sp. nov ad int. Doc. Mycol. 106: 38). Doc. Mycol. 127-128: 43-46.
- CALONGE, F.D., A. CABALLERO & J. PALACIOS (1992). Contribución al conocimiento de los hongos de La Rioja. Gasteromycetes. Bol. Soc. Micol. Madrid 16: 115-140.
- ESTEVE-RAVENTÓS, F. & A. CABALLERO (2009). Especies nuevas e interesantes del género Inocybe (1). Fungi non Delineati Pars XLVII. Ed. Candusso. Alassio.
- ESTEVE-RAVENTÓS, F., G. MUÑOZ, A. CABALLERO & P. LAINÉ (2012). Inocybe urbana (Inocybaceae, Agaricales), primera cita para España y segunda mundial. Bol. Micol. FAMCAL 7: 79-84.
- JUSTO, A., M.L. CASTRO & A. CABALLERO (2005). Los géneros Pluteus y Volvariella en La Rioja (España). Revista Catalana de Micologia, vol. 27: 75-84.
- JUSTO, A., A. CABALLERO, G.MUÑOZ, A.M. MINNIS, & E. MALYSHEVA (2011). Taxonomy of Pluteus eugraptus and morphologically similar taxa. Mycologia 103(3): 646-655.
- MUÑOZ, G. & A. CABALLERO (2012). Contribución al conocimiento del género Psathyrella en la península ibérica (I). Bol. Micol. FAMCAL 7: 37-74.
- MUÑOZ, G., A. CABALLERO, M. CONTU & A. VIZZINI (2012). A new Leucoagaricus species of section Piloselli (Agaricales, Agaricaceae) from Spain. Ima Fungus 3(2): 117-123.
- 2006. Flora micológica de Calahorra: dos raras e interesantes especies. Kalakorikos: Revista para el estudio, defensa, protección y divulgación del patrimonio histórico, artístico y cultural de Calahorra y su entorno 11: 247-256 en línea ISSN 1137-0572

Taxones nuevos publicados (orden cronológico):
Leucoagaricus volvatus Bon & A. Caball., Doc. Mycol. XXIV (96): 9 (1995).
Leucoagaricus bonii A. Caball., Doc. Mycol. XXVII (106): 40 (1997).
Lepiota brunneoincarnata f. pallida Bon & A. Caball., Bull. FAMM 18: 45 (2000).
Lepiota roseopallida Bon & A. Caball., Bull. FAMM 18: 43 (2000).
Leucoagaricus subhymenoderma Bon & A. Caball., Doc. Mycol. XXXII (127-128): 43 (2003).
Inocybe curvipes var. ionipes (Boud.) Esteve-Rav. & A. Caball., FND 47: 19 (2009) (comb. nov.) 
Inocybe leonina Esteve-Rav. & A. Caball., FND 47: 33 (2009).
Inocybe pseudoasterospora var. violaceobrunnea Esteve-Rav. & A. Caball., FND 47: 87 (2009).
Inocybe purpureobadia Esteve-Rav. & A. Caball. FND 47: 90 (2009).
Inocybe robertii Esteve-Rav. & A. Caball. (nom. nov.), FND 47: 95 (2009).
Pluteus multiformis Justo, A. Caball. & G. Muñoz, Mycologia 103(3): 648 (2011).
Leucoagaricus variicolor G. Muñoz, A. Caball., Contu & Vizzini. Ima Fungus 3(2): 119 (2012).

### Libros
- 2005. Setas y hongos de La Rioja II. 2ª edición de Fundación Caja Rioja, 667 pp. ISBN 848974064X, ISBN 9788489740648

## Honores
Miembro de
- "Grupo Cultural Micológico Verpa" (vicepresidente)

- La abreviatura «A.Caball.» se emplea para indicar a Agustín Caballero Moreno como autoridad en la descripción y clasificación científica de los vegetales.[1]